# Alain Vidalie
Alain Vidalie (né le 17 mars 1955, à Tulle) est un coureur cycliste français, actif dans les années 1970 et 1980. 

## Biographie
En 1976, Alain Vidalie se classe deuxième du championnat de France du contre-la-montre par équipes. L'année suivante, il devient champion régional de l'Orléanais et remporte une étape de Paris-Vierzon, qu'il termine à la troisième place. Il finit par ailleurs troisième du Tour de l'Yonne. 
En 1978, il s'impose notamment sur la première étape du Tour du Roussillon. Lors du Tour de l'Avenir 1979, il se distingue en remportant une étape de montagne à Saint-Gervais. Il termine également cette édition à la dixième place du classement général (meilleur français). Il participe de nouveau à cette course en 1980, sous les couleurs de l'équipe de France.

## Palmarès
- 1976
  - 2e du championnat de France du contre-la-montre par équipes[n 1]
- 1977
  - Champion de l'Orléanais
  - 1re étape de Paris-Vierzon
  - 2e de Paris-Vierzon
  - 3e du Tour de l'Yonne
- 1978
  - Circuit des Deux Ponts
  - 1re étape du Tour du Roussillon
  - 3e du Circuit de la vallée de la Creuse
  - 3e de Paris-Vailly
  - 3e de la Flèche d'or (avec Alain Hivert)
- 1979
  - Circuit des Deux Ponts
  - Circuit de la vallée de la Creuse
  - 10e étape du Tour de l'Avenir
- 1981
  - Circuit des Quatre Cantons
  - 2e du Circuit de la vallée de la Creuse